# HIP 11952
Désignations
HIP 11952 est une étoile située à 375 années-lumière du Soleil. Alors que les raies spectrales indiquent fortement que l'étoile est de type spectral F2V-IV, des analyses plus anciennes ont déclaré que l'étoile est une étoile géante de type G8III ou une étoile de la séquence principale de type F0V. Située dans la constellation de la Baleine, l'étoile a une métallicité seulement 1% celle du Soleil ; elle arrive à la fin de sa durée de vie sur la séquence principale, et va bientôt commencer la transition vers une géante rouge.

## Revendications de détection de planète
En 2012, il a été annoncé que HIP 11952 avait deux planètes géantes, ce qui en aurait fait l'étoile hôte de planètes la plus ancienne et la plus pauvre en métaux connus. Cela aurait posé un défi à la formation des planètes, car les chances qu'une planète se forme si tôt dans l'histoire de l'Univers, avec une si faible quantité d'éléments lourds disponible, sont très faibles.
D'autres mesures de HIP 11952 ont été faites sur 35 nuits pendant environ 150 jours, du 7 août 2012 au 6 janvier 2013, en utilisant le spectrographe à haute résolution HARPS-N nouvellement installé sur le télescope Telescopio Nazionale Galileo de 3,58 m situé sur l'île de La Palma et HARPS sur le télescope de 3,6 m de l'Observatoire européen austral à La Silla (Chili). Après leur analyse, ils ont été en mesure d'exclure de manière sûre, par la non-détection, la présence des deux planètes géantes avec des périodes de 6,95 ± 0,01 jours et 290,0 ± 16,2 jours. Ils ont également estimé que les détections erronées précédemment étaient probablement dues à des erreurs de mesure de l'instrument. Une nouvelle analyse des données de FEROS a révélé un problème avec la correction barycentrique utilisée pour calculer les vitesses radiales, cette erreur a conduit à la déclaration de détection erronée.

## Voir également
- Étoile de population II